# La La La
La la la is een nummer en single van Naughty Boy met Sam Smith.

## Tracklist
| Soort geluidsdrager | Uitgebracht | Tracks                            | Duur |
| ------------------- | ----------- | --------------------------------- | ---- |
| Download            | 17-05-2013  | La la la                          | 3:40 |
| Download            | 17-05-2013  | La la la (Instrumental)           | 3:41 |
| Download            | 17-05-2013  | La la la (DEVolution Dub)         | 5:20 |
| Download            | 17-05-2013  | La la la (DEVolution Remix)       | 5:47 |
| Download            | 17-05-2013  | La la la (My Nu Leng Vocal Remix) | 5:00 |
| Download            | 17-05-2013  | La la la (Kaos Remix)             | 3:54 |

## Hitnoteringen
| Hitlijst               | Datum van binnenkomst | Hoogste positie | Aantal weken | Laatste notering |
| ---------------------- | --------------------- | --------------- | ------------ | ---------------- |
| Single Top 100         | 08-06-2013            | 4               | 31           | 18-01-2014       |
| Nederlandse Top 40     | 15-06-2013            | 4               | 19           | 19-10-2013       |
| Vlaamse Ultratop 50    | 29-06-2013            | 3               | 21           | 23-11-2013       |
| Waalse Ultratop 50     | 10-08-2013            | 5               | 24           | 18-01-2014       |
| Australische Top 50    | 07-07-2013            | 5               | 16           | 20-10-2013       |
| Deense Top 40          | 14-06-2013            | 2               | 23           | 15-11-2013       |
| Duitse Top 100         | 22-06-2013            | 2               | 41           | 10-01-2025       |
| Finse Top 20           | 20-07-2013            | 2               | 16           | 02-11-2013       |
| Franse Top 200         | 13-07-2013            | 6               | 29           | *                |
| Nieuw-Zeelandse Top 40 | 29-07-2013            | 5               | 15           | 04-11-2013       |
| Noorse Top 20          | 20-07-2013            | 2               | 21           | 07-12-2013       |
| Oostenrijkse Top 75    | 12-07-2013            | 3               | 26           | 17-01-2014       |
| Spaanse Top 50         | 28-07-2013            | 4               | 24           | 12-01-2014       |
| UK Singles Chart       | 01-06-2013            | 1               | 36           | *                |
| Zweedse Top 60         | 12-07-2013            | 13              | 26           | 10-01-2014       |
| Zwitserse Top 75       | 30-06-2013            | 2               | 31           | *                |

### Nederlandse Top 40
| Hitnotering: 15-06-2013 t/m 19-10-2013 | Hitnotering: 15-06-2013 t/m 19-10-2013 | Hitnotering: 15-06-2013 t/m 19-10-2013 | Hitnotering: 15-06-2013 t/m 19-10-2013 | Hitnotering: 15-06-2013 t/m 19-10-2013 | Hitnotering: 15-06-2013 t/m 19-10-2013 | Hitnotering: 15-06-2013 t/m 19-10-2013 | Hitnotering: 15-06-2013 t/m 19-10-2013 | Hitnotering: 15-06-2013 t/m 19-10-2013 | Hitnotering: 15-06-2013 t/m 19-10-2013 | Hitnotering: 15-06-2013 t/m 19-10-2013 | Hitnotering: 15-06-2013 t/m 19-10-2013 | Hitnotering: 15-06-2013 t/m 19-10-2013 | Hitnotering: 15-06-2013 t/m 19-10-2013 | Hitnotering: 15-06-2013 t/m 19-10-2013 | Hitnotering: 15-06-2013 t/m 19-10-2013 | Hitnotering: 15-06-2013 t/m 19-10-2013 | Hitnotering: 15-06-2013 t/m 19-10-2013 | Hitnotering: 15-06-2013 t/m 19-10-2013 | Hitnotering: 15-06-2013 t/m 19-10-2013 | Hitnotering: 15-06-2013 t/m 19-10-2013 |
| Week:                                  | 1                                      | 2                                      | 3                                      | 4                                      | 5                                      | 6                                      | 7                                      | 8                                      | 9                                      | 10                                     | 11                                     | 12                                     | 13                                     | 14                                     | 15                                     | 16                                     | 17                                     | 18                                     | 19                                     |                                        |
| -------------------------------------- | -------------------------------------- | -------------------------------------- | -------------------------------------- | -------------------------------------- | -------------------------------------- | -------------------------------------- | -------------------------------------- | -------------------------------------- | -------------------------------------- | -------------------------------------- | -------------------------------------- | -------------------------------------- | -------------------------------------- | -------------------------------------- | -------------------------------------- | -------------------------------------- | -------------------------------------- | -------------------------------------- | -------------------------------------- | -------------------------------------- |
| Positie:                               | 13                                     | 9                                      | 6                                      | 6                                      | 4                                      | 5                                      | 5                                      | 6                                      | 6                                      | 6                                      | 7                                      | 8                                      | 8                                      | 10                                     | 18                                     | 23                                     | 30                                     | 32                                     | 40                                     | uit                                    |

### NederlandseSingle Top 100
| Hitnotering: (week 1 t/m 28) 08-06-2013 t/m 14-12-2013 Hitnotering: (week 29 t/m) 04-01-2014 t/m | Hitnotering: (week 1 t/m 28) 08-06-2013 t/m 14-12-2013 Hitnotering: (week 29 t/m) 04-01-2014 t/m | Hitnotering: (week 1 t/m 28) 08-06-2013 t/m 14-12-2013 Hitnotering: (week 29 t/m) 04-01-2014 t/m | Hitnotering: (week 1 t/m 28) 08-06-2013 t/m 14-12-2013 Hitnotering: (week 29 t/m) 04-01-2014 t/m | Hitnotering: (week 1 t/m 28) 08-06-2013 t/m 14-12-2013 Hitnotering: (week 29 t/m) 04-01-2014 t/m | Hitnotering: (week 1 t/m 28) 08-06-2013 t/m 14-12-2013 Hitnotering: (week 29 t/m) 04-01-2014 t/m | Hitnotering: (week 1 t/m 28) 08-06-2013 t/m 14-12-2013 Hitnotering: (week 29 t/m) 04-01-2014 t/m | Hitnotering: (week 1 t/m 28) 08-06-2013 t/m 14-12-2013 Hitnotering: (week 29 t/m) 04-01-2014 t/m | Hitnotering: (week 1 t/m 28) 08-06-2013 t/m 14-12-2013 Hitnotering: (week 29 t/m) 04-01-2014 t/m | Hitnotering: (week 1 t/m 28) 08-06-2013 t/m 14-12-2013 Hitnotering: (week 29 t/m) 04-01-2014 t/m | Hitnotering: (week 1 t/m 28) 08-06-2013 t/m 14-12-2013 Hitnotering: (week 29 t/m) 04-01-2014 t/m | Hitnotering: (week 1 t/m 28) 08-06-2013 t/m 14-12-2013 Hitnotering: (week 29 t/m) 04-01-2014 t/m | Hitnotering: (week 1 t/m 28) 08-06-2013 t/m 14-12-2013 Hitnotering: (week 29 t/m) 04-01-2014 t/m | Hitnotering: (week 1 t/m 28) 08-06-2013 t/m 14-12-2013 Hitnotering: (week 29 t/m) 04-01-2014 t/m | Hitnotering: (week 1 t/m 28) 08-06-2013 t/m 14-12-2013 Hitnotering: (week 29 t/m) 04-01-2014 t/m | Hitnotering: (week 1 t/m 28) 08-06-2013 t/m 14-12-2013 Hitnotering: (week 29 t/m) 04-01-2014 t/m | Hitnotering: (week 1 t/m 28) 08-06-2013 t/m 14-12-2013 Hitnotering: (week 29 t/m) 04-01-2014 t/m | Hitnotering: (week 1 t/m 28) 08-06-2013 t/m 14-12-2013 Hitnotering: (week 29 t/m) 04-01-2014 t/m | Hitnotering: (week 1 t/m 28) 08-06-2013 t/m 14-12-2013 Hitnotering: (week 29 t/m) 04-01-2014 t/m | Hitnotering: (week 1 t/m 28) 08-06-2013 t/m 14-12-2013 Hitnotering: (week 29 t/m) 04-01-2014 t/m | Hitnotering: (week 1 t/m 28) 08-06-2013 t/m 14-12-2013 Hitnotering: (week 29 t/m) 04-01-2014 t/m |
| Week:                                                                                            | 1                                                                                                | 2                                                                                                | 3                                                                                                | 4                                                                                                | 5                                                                                                | 6                                                                                                | 7                                                                                                | 8                                                                                                | 9                                                                                                | 10                                                                                               | 11                                                                                               | 12                                                                                               | 13                                                                                               | 14                                                                                               | 15                                                                                               | 16                                                                                               | 17                                                                                               | 18                                                                                               | 19                                                                                               | 20                                                                                               |
| ------------------------------------------------------------------------------------------------ | ------------------------------------------------------------------------------------------------ | ------------------------------------------------------------------------------------------------ | ------------------------------------------------------------------------------------------------ | ------------------------------------------------------------------------------------------------ | ------------------------------------------------------------------------------------------------ | ------------------------------------------------------------------------------------------------ | ------------------------------------------------------------------------------------------------ | ------------------------------------------------------------------------------------------------ | ------------------------------------------------------------------------------------------------ | ------------------------------------------------------------------------------------------------ | ------------------------------------------------------------------------------------------------ | ------------------------------------------------------------------------------------------------ | ------------------------------------------------------------------------------------------------ | ------------------------------------------------------------------------------------------------ | ------------------------------------------------------------------------------------------------ | ------------------------------------------------------------------------------------------------ | ------------------------------------------------------------------------------------------------ | ------------------------------------------------------------------------------------------------ | ------------------------------------------------------------------------------------------------ | ------------------------------------------------------------------------------------------------ |
| Positie:                                                                                         | 18                                                                                               | 11                                                                                               | 6                                                                                                | 6                                                                                                | 5                                                                                                | 4                                                                                                | 5                                                                                                | 6                                                                                                | 7                                                                                                | 8                                                                                                | 6                                                                                                | 9                                                                                                | 9                                                                                                | 14                                                                                               | 17                                                                                               | 25                                                                                               | 26                                                                                               | 30                                                                                               | 41                                                                                               | 37                                                                                               |
| Week:                                                                                            | 21                                                                                               | 22                                                                                               | 23                                                                                               | 24                                                                                               | 25                                                                                               | 26                                                                                               | 27                                                                                               | 28                                                                                               |                                                                                                  | 29                                                                                               | 30                                                                                               | 31                                                                                               | 32                                                                                               | 33                                                                                               | 34                                                                                               | 35                                                                                               | 36                                                                                               | 37                                                                                               | 38                                                                                               | 39                                                                                               |
| Positie:                                                                                         | 48                                                                                               | 50                                                                                               | 56                                                                                               | 59                                                                                               | 48                                                                                               | 76                                                                                               | 70                                                                                               | 80                                                                                               | uit                                                                                              | 76                                                                                               |                                                                                                  |                                                                                                  |                                                                                                  |                                                                                                  |                                                                                                  |                                                                                                  |                                                                                                  |                                                                                                  |                                                                                                  |                                                                                                  |